# Exetasis tumens
Exetasis tumens är en tvåvingeart som beskrevs av Walker 1852. Exetasis tumens ingår i släktet Exetasis och familjen kulflugor. Inga underarter finns listade i Catalogue of Life.